# Kleine Strauchschrecke
Die Kleine Strauchschrecke (Yersinella raymondi, Syn.: Yersinella raymondii) ist eine Langfühlerschrecke aus der Unterfamilie der Tettigoniinae innerhalb der Überfamilie der Laubheuschrecken.

## Merkmale
Die Kleine Strauchschrecke ähnelt im Körperbau und in der Färbung der Zierlichen Strauchschrecke, ist aber kräftiger gebaut und deutlich kleiner. Wegen ihrer geringen Größe von nur 12 bis 16 Millimetern und den kaum sichtbaren Flügeln wird sie häufig für eine Larve einer anderen Heuschreckenart gehalten. Ihr Hinterleib ist lang und dick, der Halsschild ist abgeflacht und nach hinten verlängert. Die Unterschenkel aller Beinpaare tragen kurze dünne Stacheln, wobei die der vorderen Beinpaare länger sind. Die Grundfarbe ist graubraun. Über die Körperseiten zieht sich je ein breites, dunkelgraues oder dunkelbraunes Band von den Fühlern über den Thorax bis auf den Hinterleib und dessen Spitze, allerdings löst es sich dort manchmal in kleine Flecken auf oder verschwimmt. Kurz hinter dem Auge wird es von einem hellen Schrägstrich unterbrochen. Die Körperoberseite ist hell grau- oder hellbraun gefärbt und durch zwei Längsstriche scharf vom dunklen Band abgegrenzt. Die Halsschildseitenlappen sind breit weißlich oder gelblich gerandet. Die Beine sind bräunlich gepunktet und haben an den Gelenken dunkle Stellen. Die dunkelbraunen Facettenaugen tragen einen dunklen Punkt in der Mitte. Die Cerci des Männchens sind leicht abgeflacht und weisen im Gegensatz zur Zierlichen Strauchschrecke keinen Innenzahn auf. Das Weibchen besitzt einen deutlich gebogenen Legebohrer.

## Lebensweise und Verbreitung
Die Kleine Strauchschrecke ist auf Sträuchern und auch auf niedrigen krautigen Pflanzen zu finden. Sie bewohnt Gebüsche, Waldränder, und auch offene Landschaften mit viel Bewuchs. Ihr Verbreitungsgebiet erstreckt sich von Südfrankreich über Italien, Slowenien, Kroatien, Bosnien und Herzegowina, Serbien und Montenegro, Albanien und Mazedonien bis nach Griechenland. Im Norden reicht es bis in den Kanton Tessin in der Schweiz und nach Südtirol. Ein isoliertes Vorkommen findet sich auf Sardinien. Sie ist recht häufig. Sie fehlt sowohl in Österreich als auch in Deutschland. Die Imagines treten von Juli bis September auf.

## Systematik
Die Kleine Strauchschrecke wurde ursprünglich von Yersin unter dem wissenschaftlichen Namen Pterolepis raymondi beschrieben. Später wurde sie in die Gattung Anterastes gestellt und hieß dementsprechend Anterastes raymondi. Die Art tauchte in der Literatur 1933 zum ersten Mal in der Gattung Yersinella auf. Ein weit verbreitetes und heute noch verwendetes Synonym ist Yersinella raymondii. Weitere Synonyme sind  Thamnotrizon dorsatus und Rhacocleis dorsata.